# Tetrameryx
Tetrameryx- вимерлий рід ссавців родини вилорогових. Ендемік Північної Америки. Відомий за скам'янілостями, знайденими в Мексиці, на заході США та в Саскачевані. Назва означає "чотири(роге) жуйне". Цю назву вид отримав через будову рогів: пара рогів розділялася біля основи на два зубці. Виділяють п'ять видів.
Tetrameryx shuleri, один із видів роду Tetrameryx жив в Північній Америці 12000 років тому і був свідком появи на континенті палеоіндіанців. Задні зубці його рогів були набагато довші за передні.